# Nadija al-Alami
Nadija al-Alami, Nadia Lalami (arab. نادية العلمي, Nādiyah al-ʿAlamī; ur. 28 kwietnia 1990 w Casablance) – marokańska tenisistka.
Jest tenisistką praworęczną z oburęcznym backhandem. Sklasyfikowana najwyżej na 322. miejscu w singlowym rankingu WTA oraz na 427. pozycji w grze podwójnej. Na swoim koncie ma dwa zwycięstwa w turniejach ITF w grze pojedynczej i podwójnej. Treningi tenisowe rozpoczęła w wieku 6 lat. Jej trenerem jest ojciec tenisistki, Chalid al-Alami.
Podczas Grand Prix de SAR La Princesse Lalla Meryem 2011, grając dzięki dzikiej karcie, po pokonaniu Misaki Doi oraz najwyżej rozstawionej Aravane Rezaï, odpadła w ćwierćfinale.

## Turnieje ITF

### Wygrane (2)
|    | Data       | Turniej                    | Kat. | ($)    | Naw.    | Finalistka       | Wynik    |
| 1. | 26/10/2008 | Vila Real de Santo António | ITF  | 10 000 | ceglana | Lamia Essaadi    | 2:1 kr.  |
| 2. | 23/05/2010 | Rivoli                     | ITF  | 10 000 | ceglana | Verdiana Verardi | 6:4, 6:2 |